# Misericórdia (objeto)

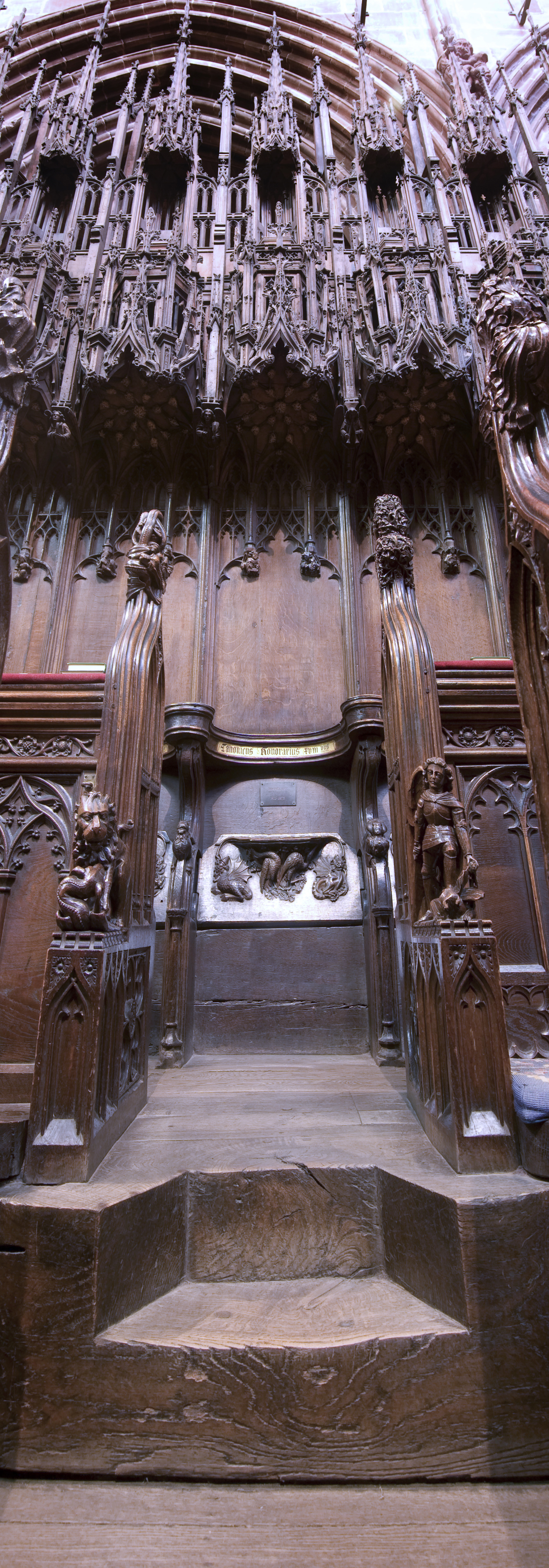
Misericórdia e coro na Catedral de Chester

Uma misericórdia (também chamada de genuflexório, ou ainda, propiciatório, como o objeto bíblico) é uma pequena estante de madeira na parte de baixo de um assento dobrável em uma igreja, instalado para fornecer um grau de conforto para uma pessoa que se mantém durante longos períodos de oração.
Embora genuflexório seja um termo mais usado para uma transportável cadeira ou banquinho, com encosto, sobre o qual as pessoas igualmente se ajoelham para rezar por ter incorporado uma almofada, forrada geralmente a damasco, para dar conforto aos joelhos ("genu", do francês).

## Origens
Orações na primitiva igreja medieval para os ofícios divinos diários (Laudes, Hora intermédia, Vésperas, e Completas) eram ditas em pé com as mãos erguidas. Aqueles que eram velhos ou enfermos podiam usar muletas ou, com o passar do tempo, a misericordia (literalmente "ato de misericórdia"). O assento era construído de modo que os bancos pudessem ser virados para cima, a parte inferior sendo provida com uma pequena prateleira, concedendo assim à pessoa uma pequeno nível de conforto inclinando-se contra ela. Como a maioria dos trabalhos medievais em madeira em igrejas, elas eram geralmente esculpidas com habilidade e muitas vezes mostram cenas detalhadas que difama sua posição escondida debaixo dos assentos, especialmente na tenda do coro em volta do altar.

## Dias de hoje
Misericórdias são encontradas até hoje em kathismata, as tendas do coro usadas por mosteiros da Igreja Ortodoxa. Estes tendem a ser muito mais simples do que suas contrapartes ocidentais, sendo geralmente uma tira de madeira simples arredondada com pouca ou nenhuma decoração. Seu uso é muito comum na Igreja Ortodoxa Grega, entretanto os mosteiros da Igreja Ortodoxa Russa não têm tendas do coro individuais, mas bancos simples para os irmãos para se sentarem. Cristãos Ortodoxos ficam em pé durante todo o serviço divino, ao invés de se sentarem ou ajoelharem, apesar de alguns lugares serem fornecidos para idosos e enfermos. Considerando que os monges gregos tendem a inclinar-se em suas bancas durante os serviços, os monges russos geralmente ficam em posição vertical.
Como a posição 'escondida' e a iconografia 'vernacular' de misericórdias têm as levado a serem vistas como uma forma de arte subversiva, elas têm reaparecido como motivos da arte moderna e da literatura.

## Galeria

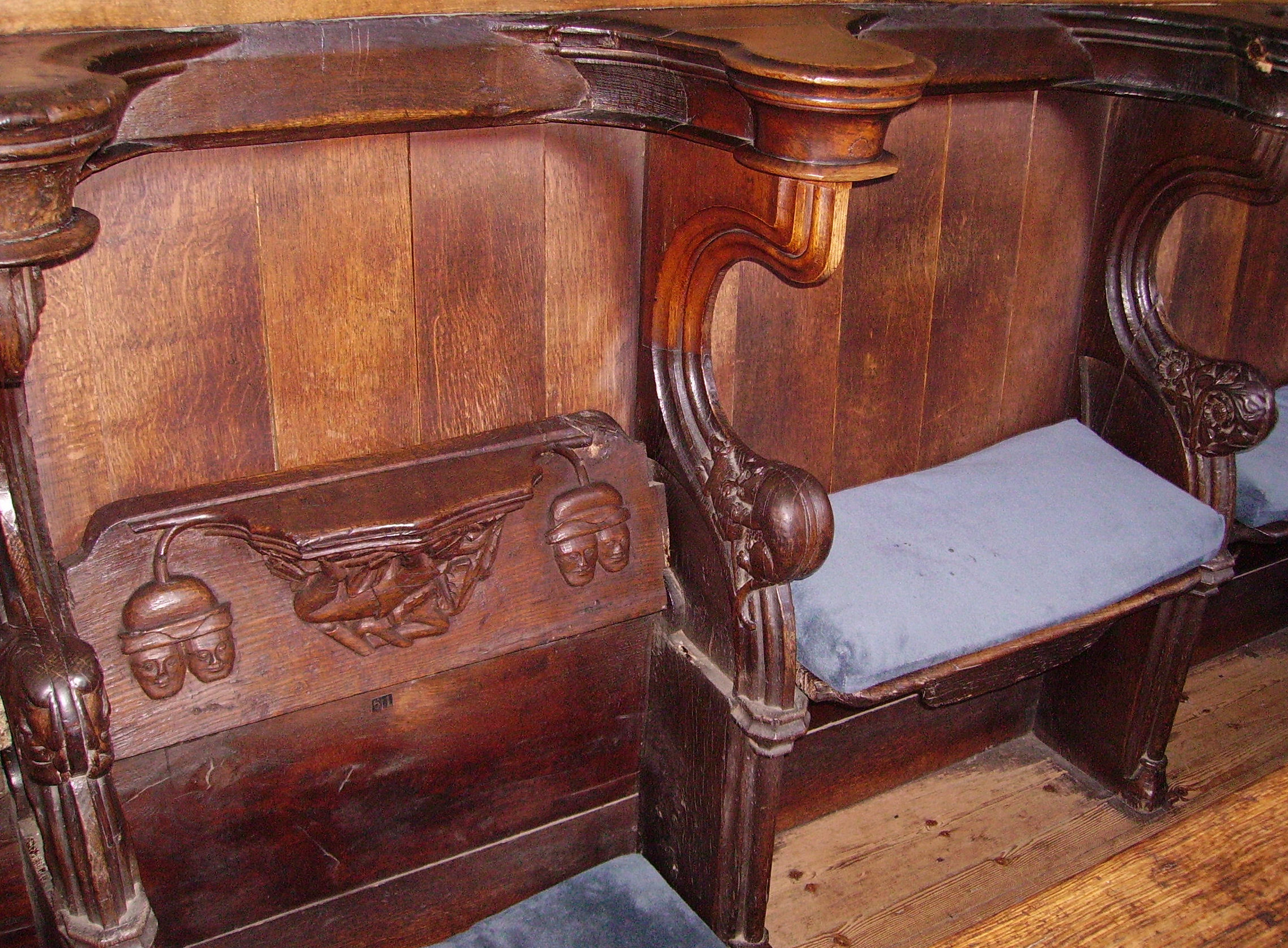
Com o banco levantado( à esquerda), a misericóridia fornece uma borda de apoio ao usuário (Boston, Lincolnshire)
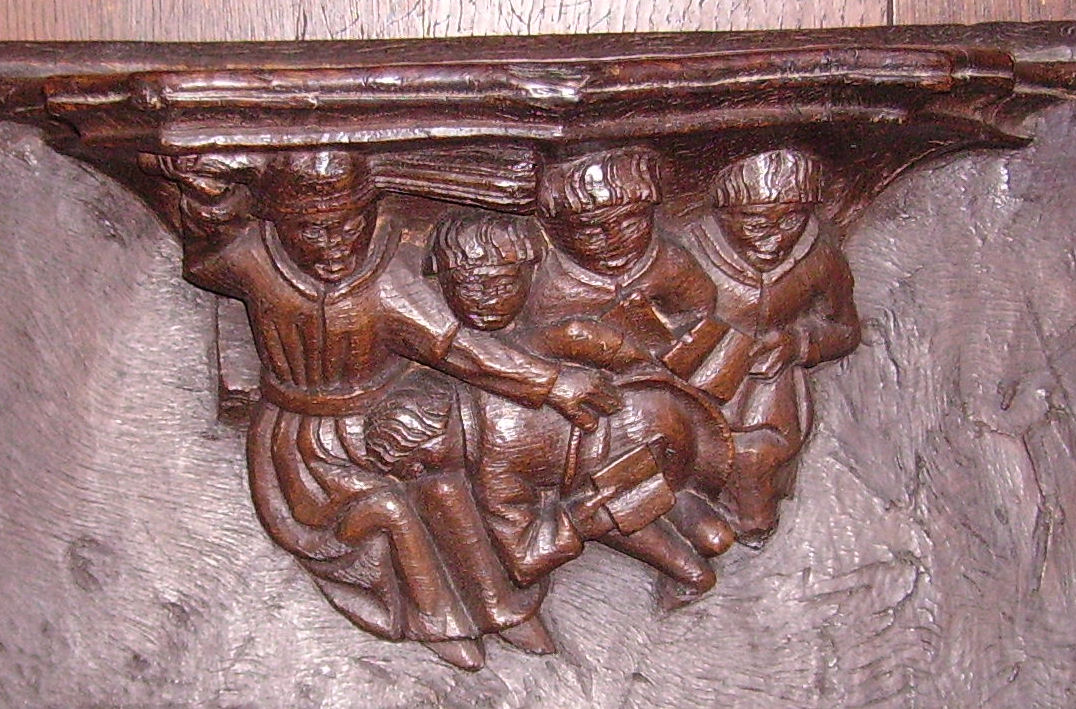
Igreja de São Botolph, Boston, Lincolnshire, Reino Unido: mestre-escola surrando de um aluno
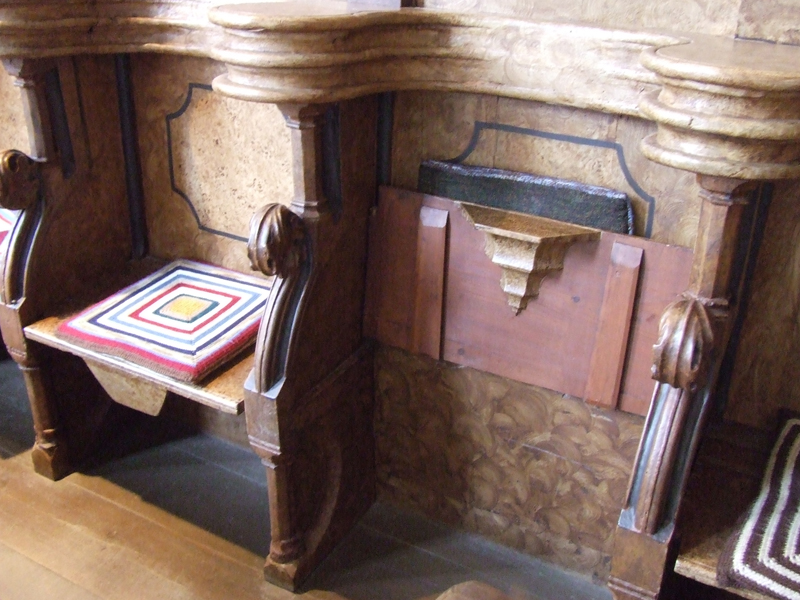
Uma misericórdia simples, Bechtolsheim, Alemanha
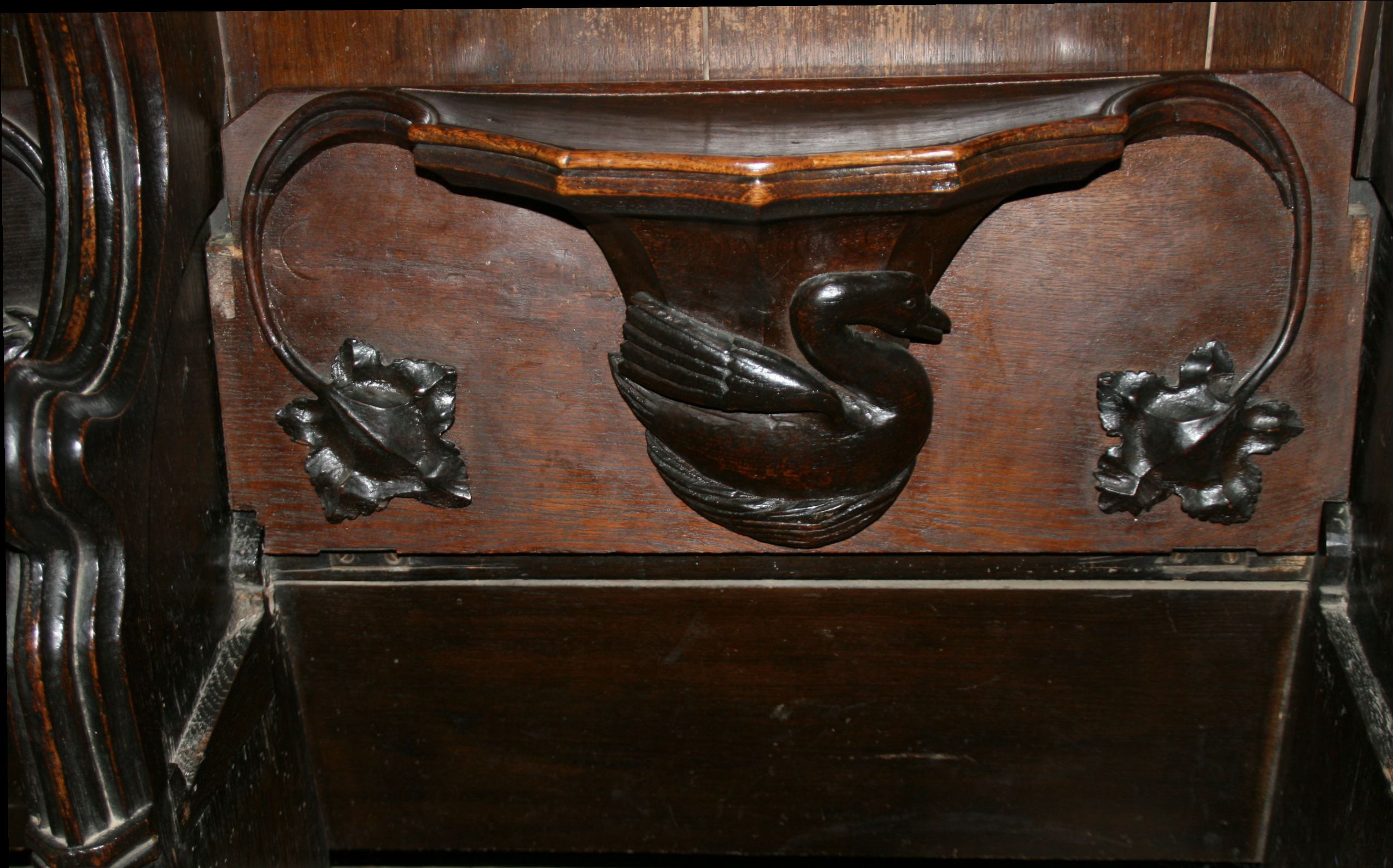
Magdalen College, Oxford, Reino Unido: um cisne, ladeado por "suportes" laminados
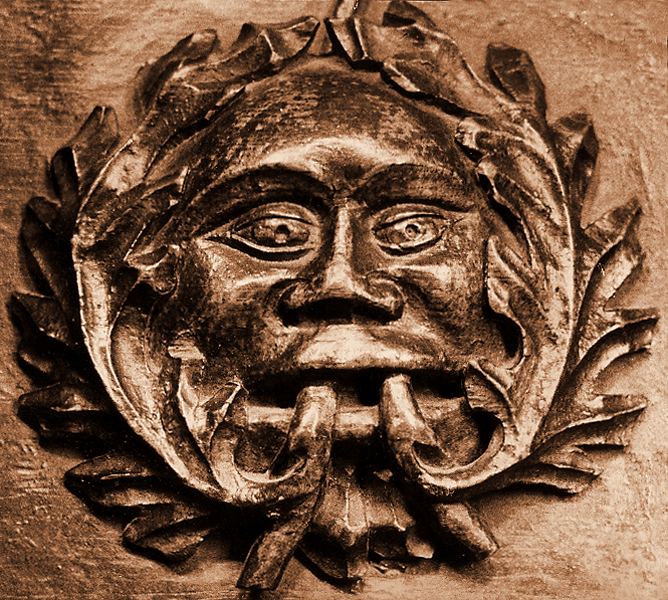
Detalhe de uma misericórdia da Igreja de São Lourenço, Ludlow, Shropshire, Reino Unido, mostrando um Homem Verde
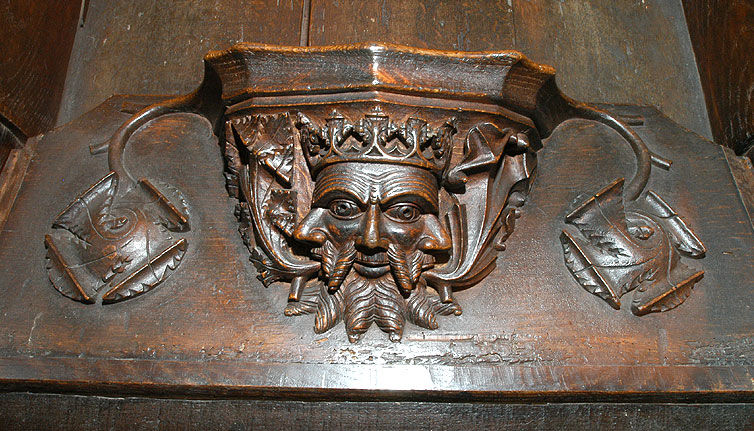
Um Homem Verde de três rostos, Cartmel Priory, Reino Unido
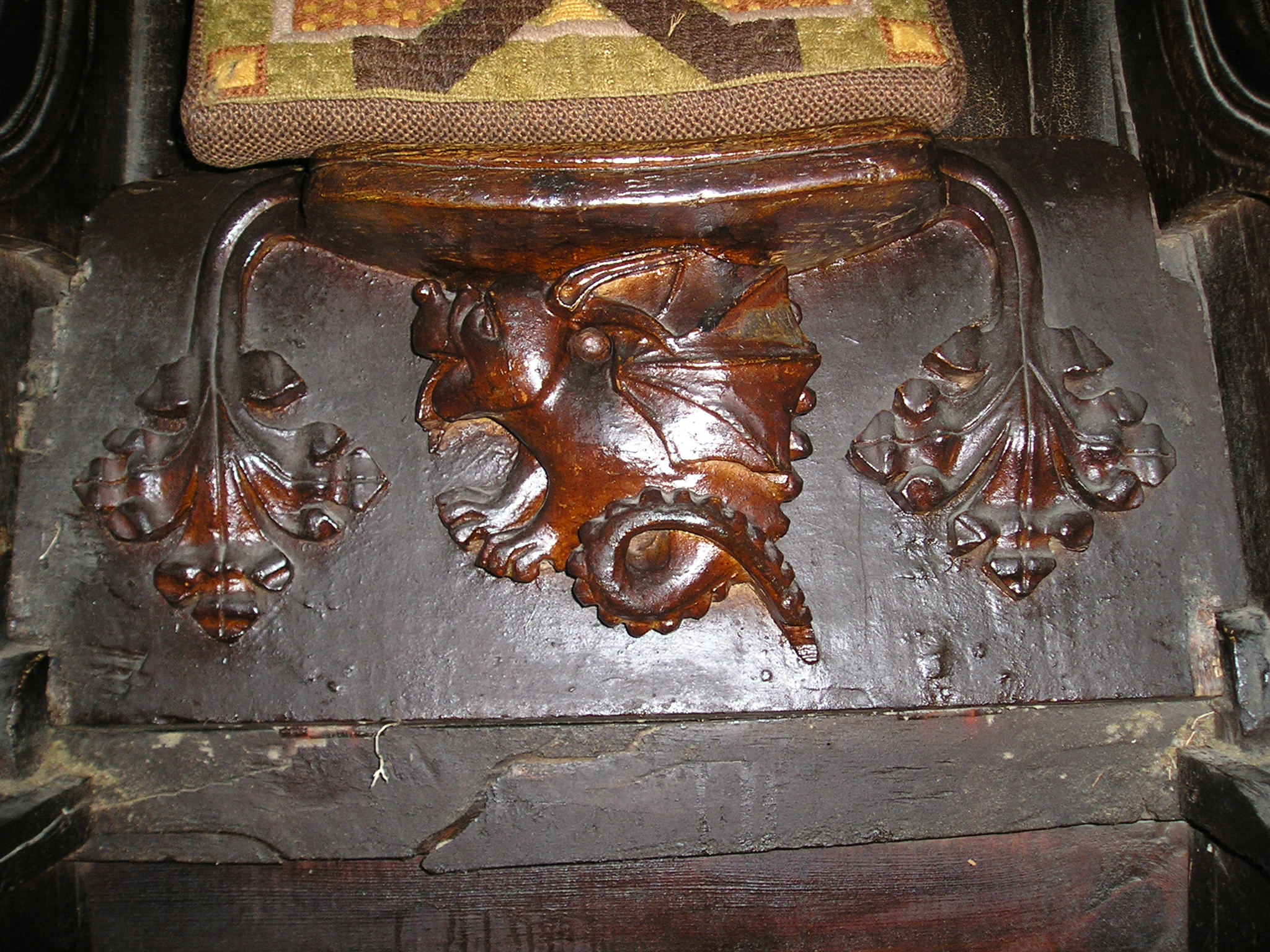
Serpe, Great Malvern Priory, Reino Unido
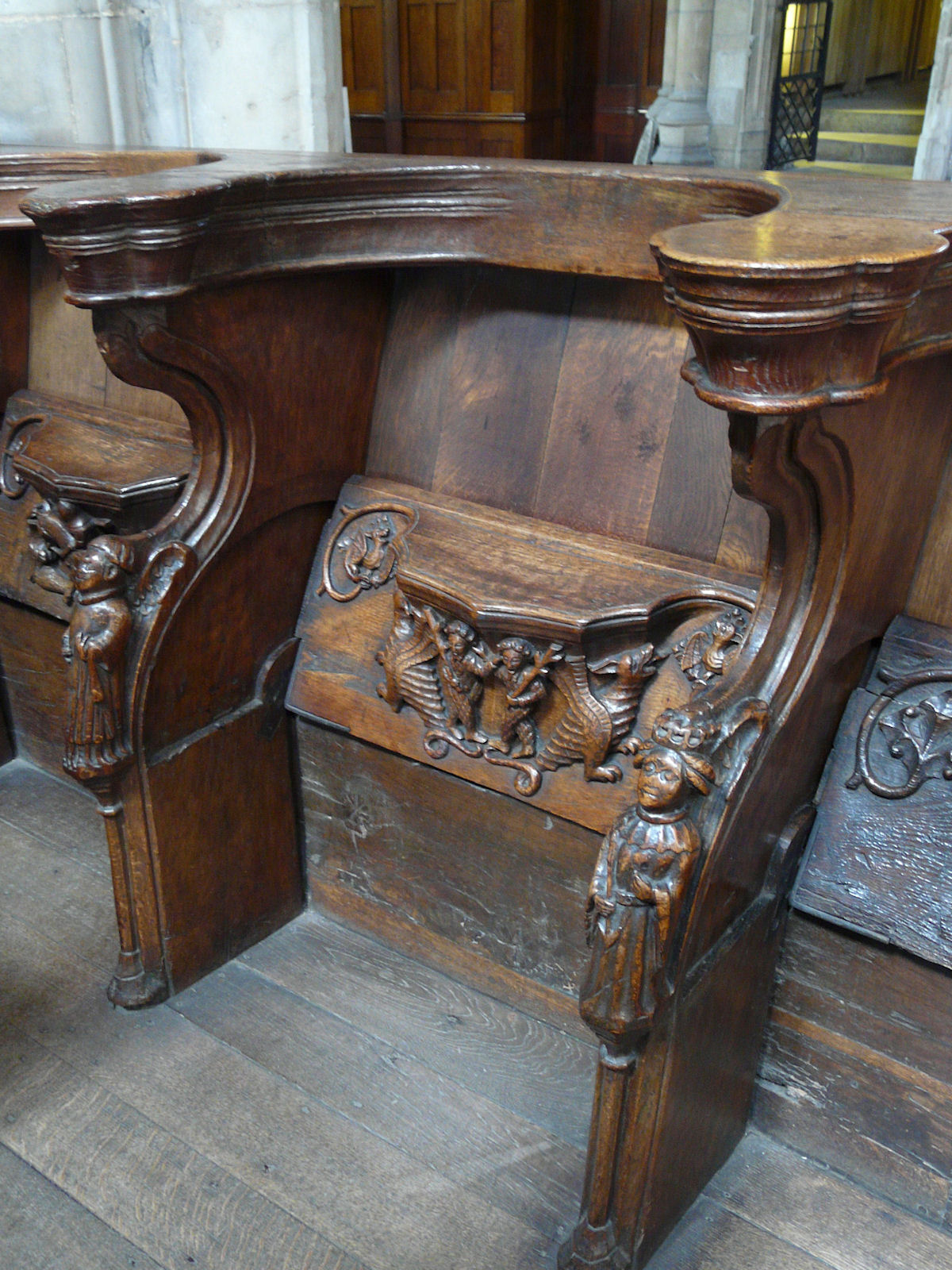
Beverley Minster, Yorkshire, UK: Homens selvagens e serpes
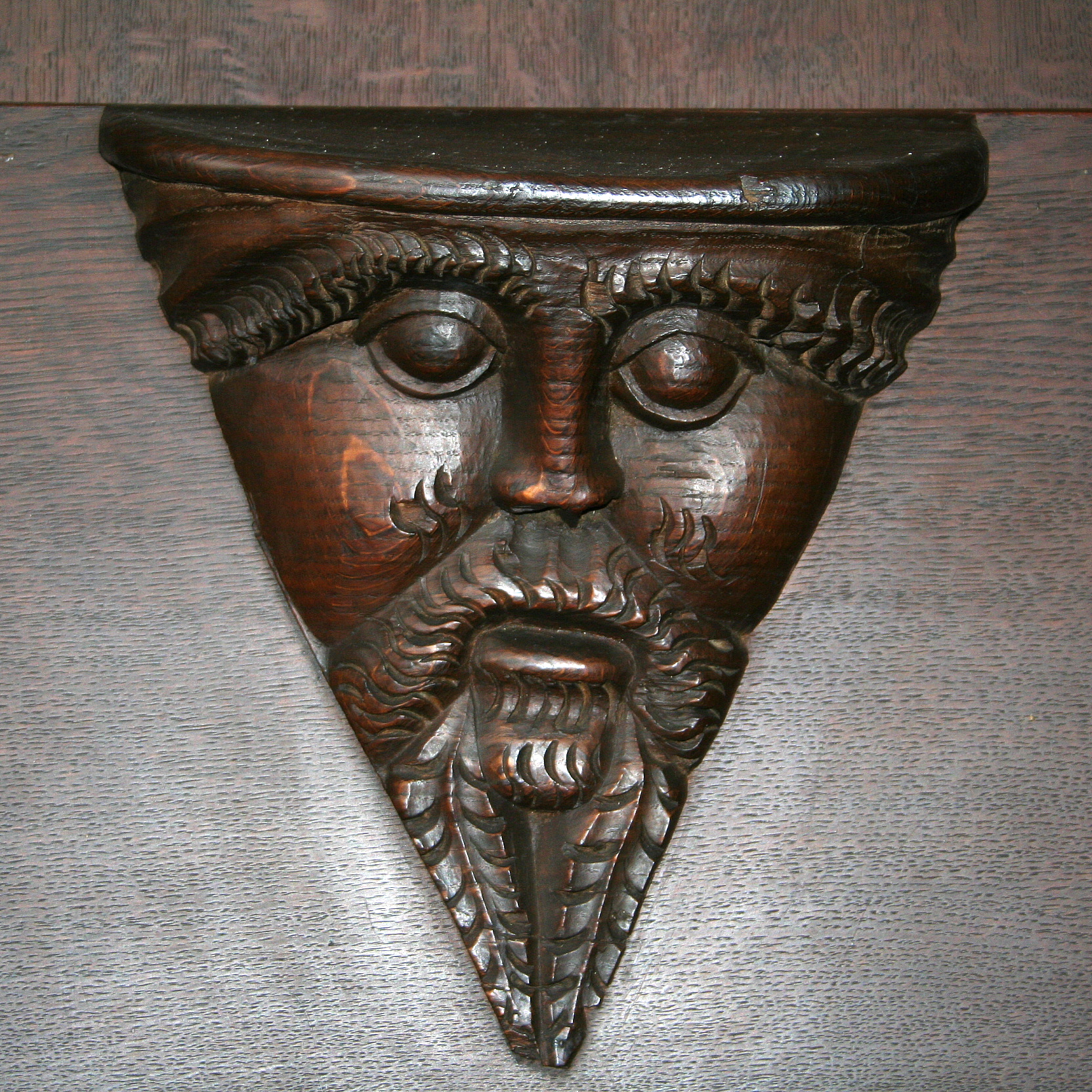
misericórdia do século XIII, Abadia de St Hadelin, Hastière-par-delà, Bélgica: um senhor feudal
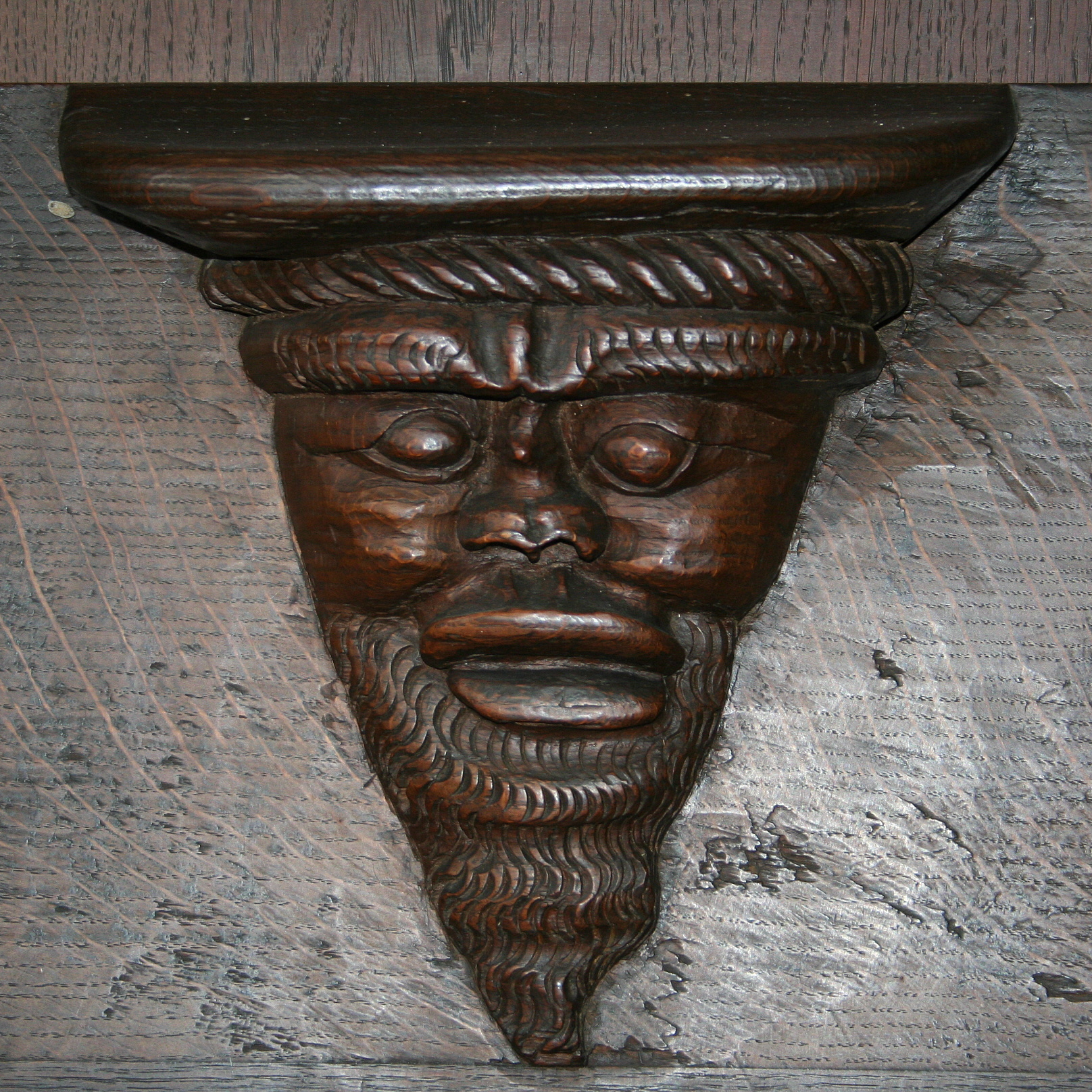
misericórdia do século XIII, Abadia de St Hadelin, Hastière-par-delà, Bélgica: um "Turco infiél"
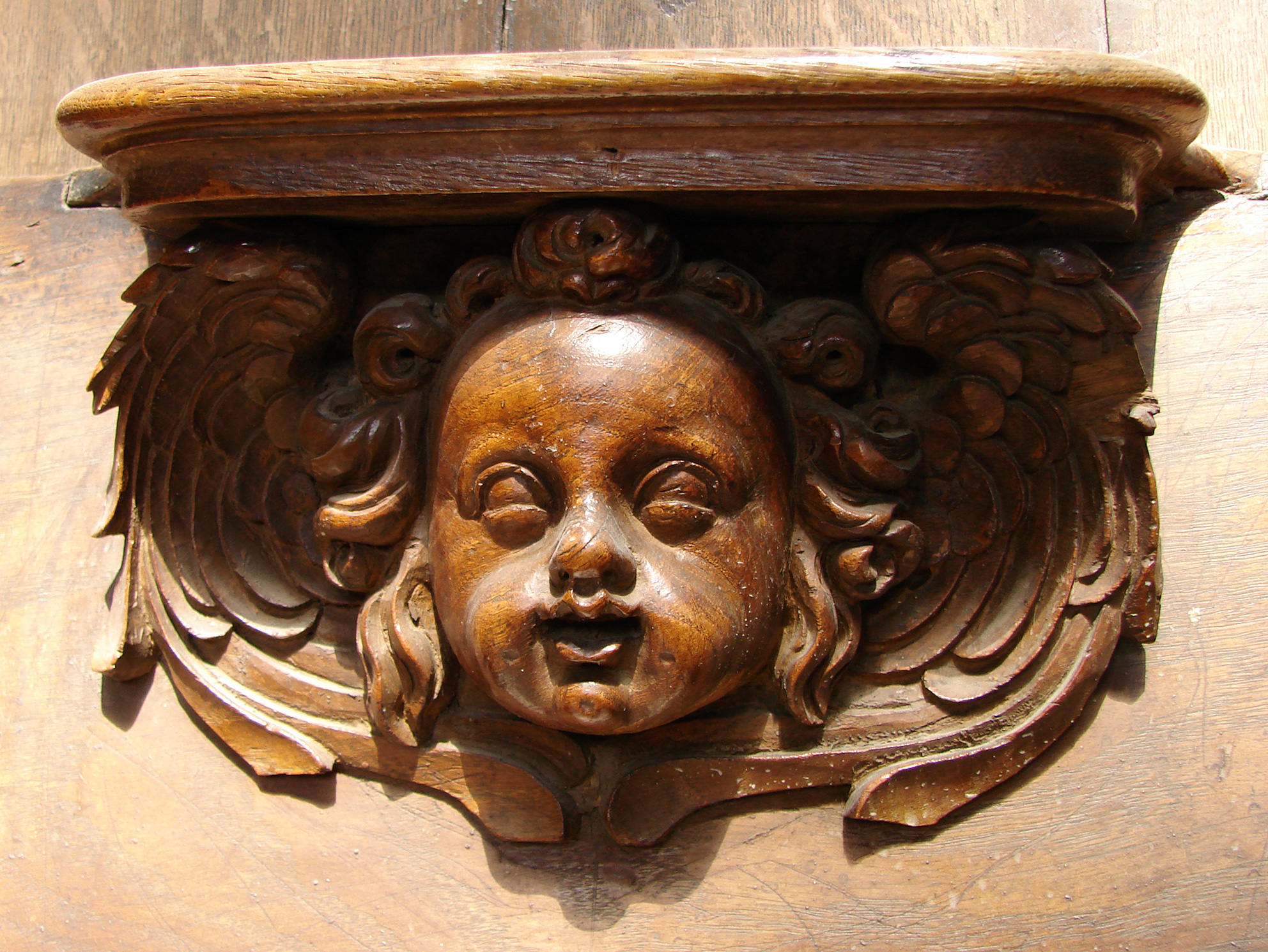
Catedral de Meaux, França
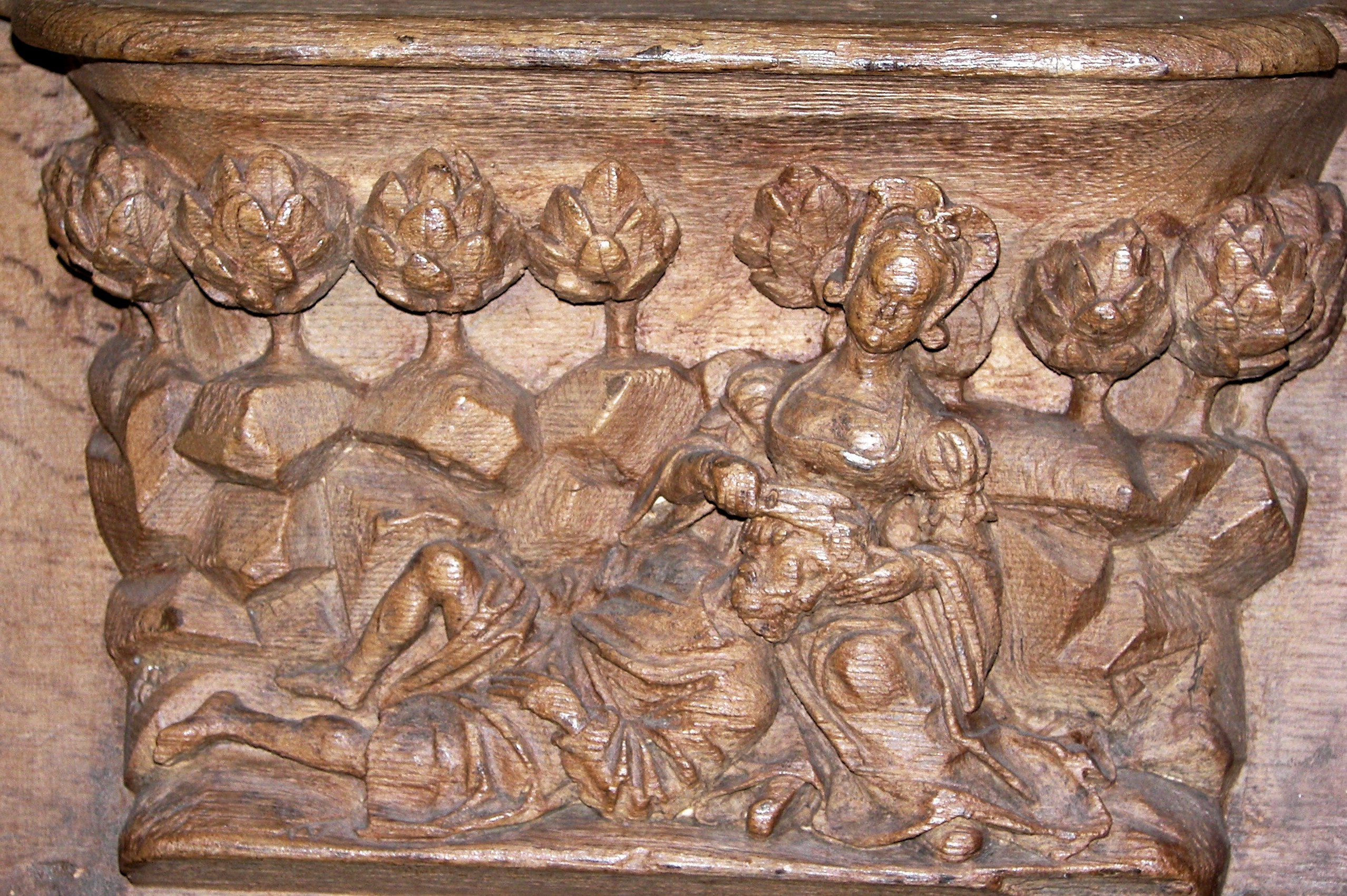
St Marcel, Villabé, França: Sansão e Dalila
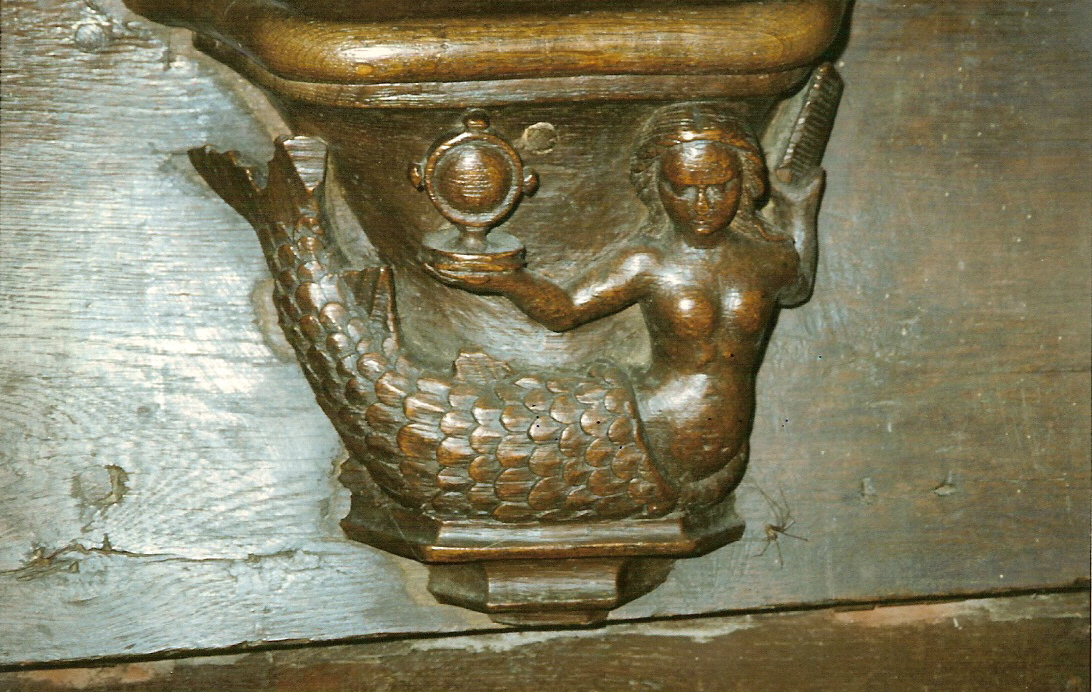
Les Andelys, Eure, França: sereia, símbolo de vaidade
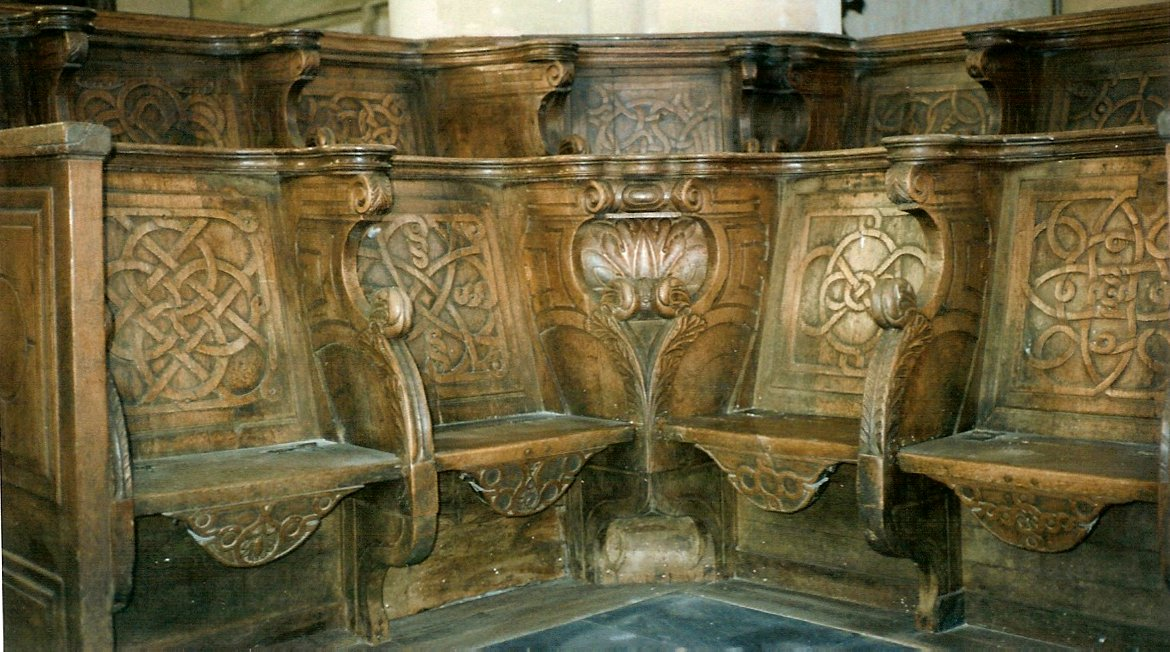
Coro na igreja de St. Pierre, Coutances, França, com os assentos abaixados
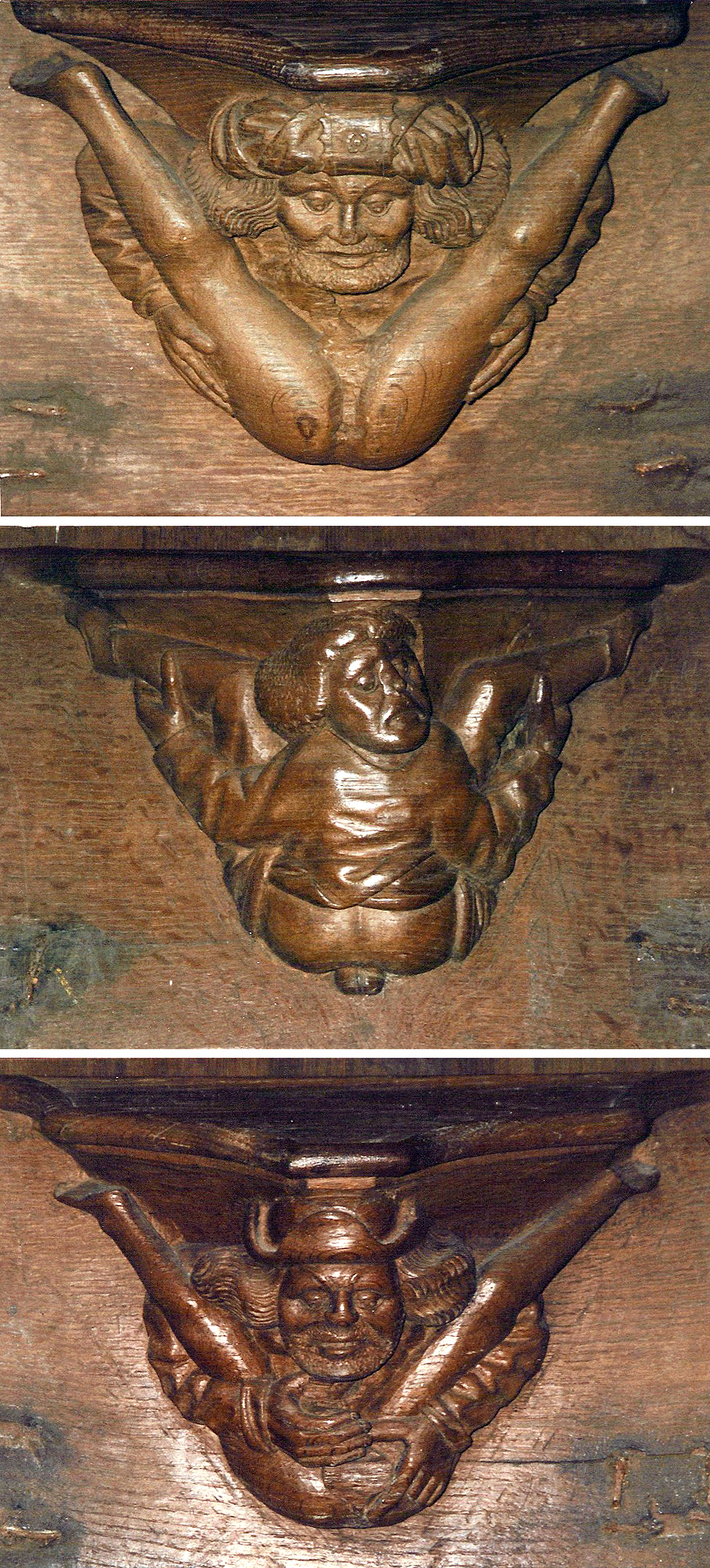
Cadeiras exibicionistas na catedral de Tréguier, França
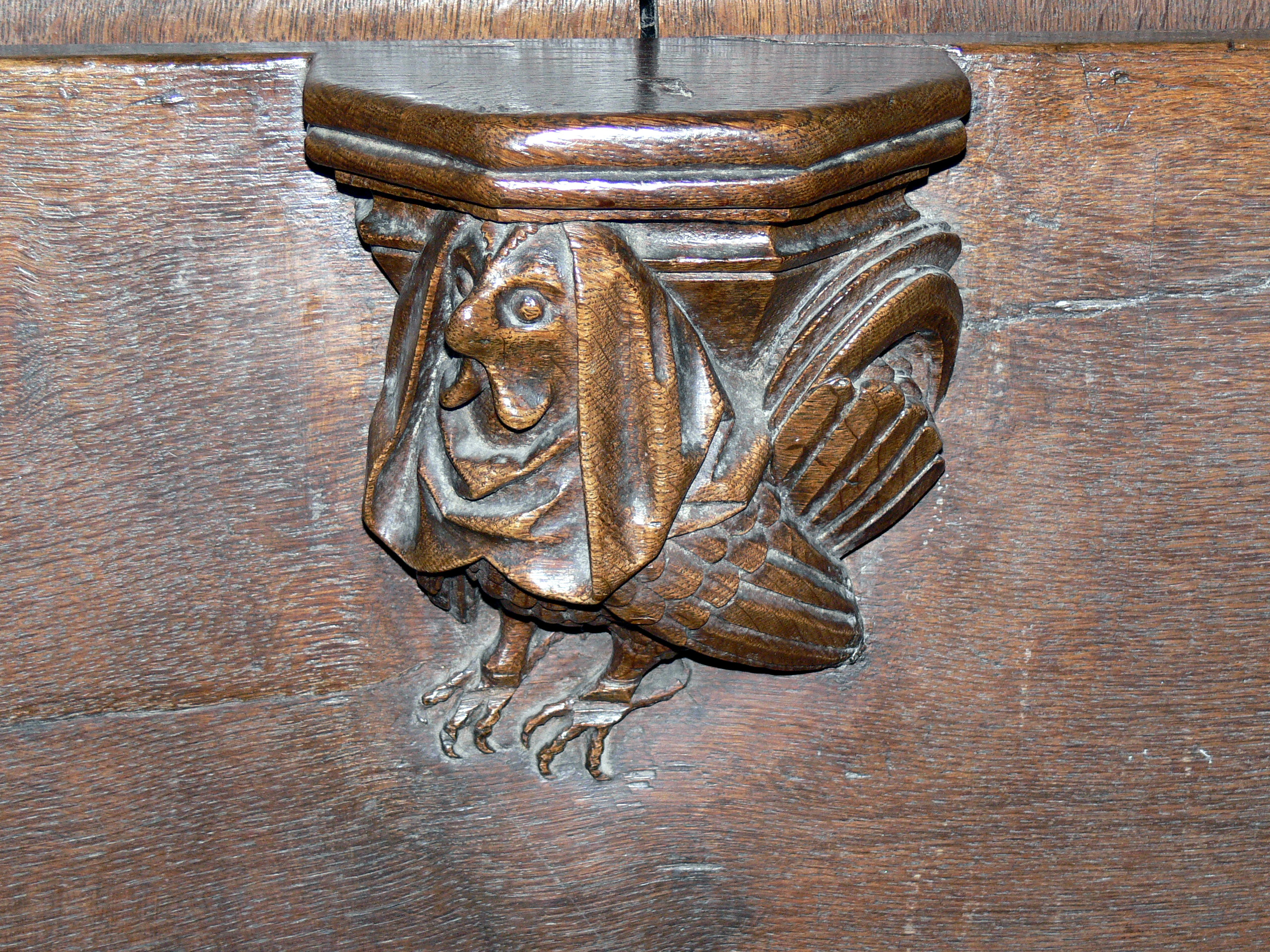
basílica de Ulm, Alemanha: uma harpia
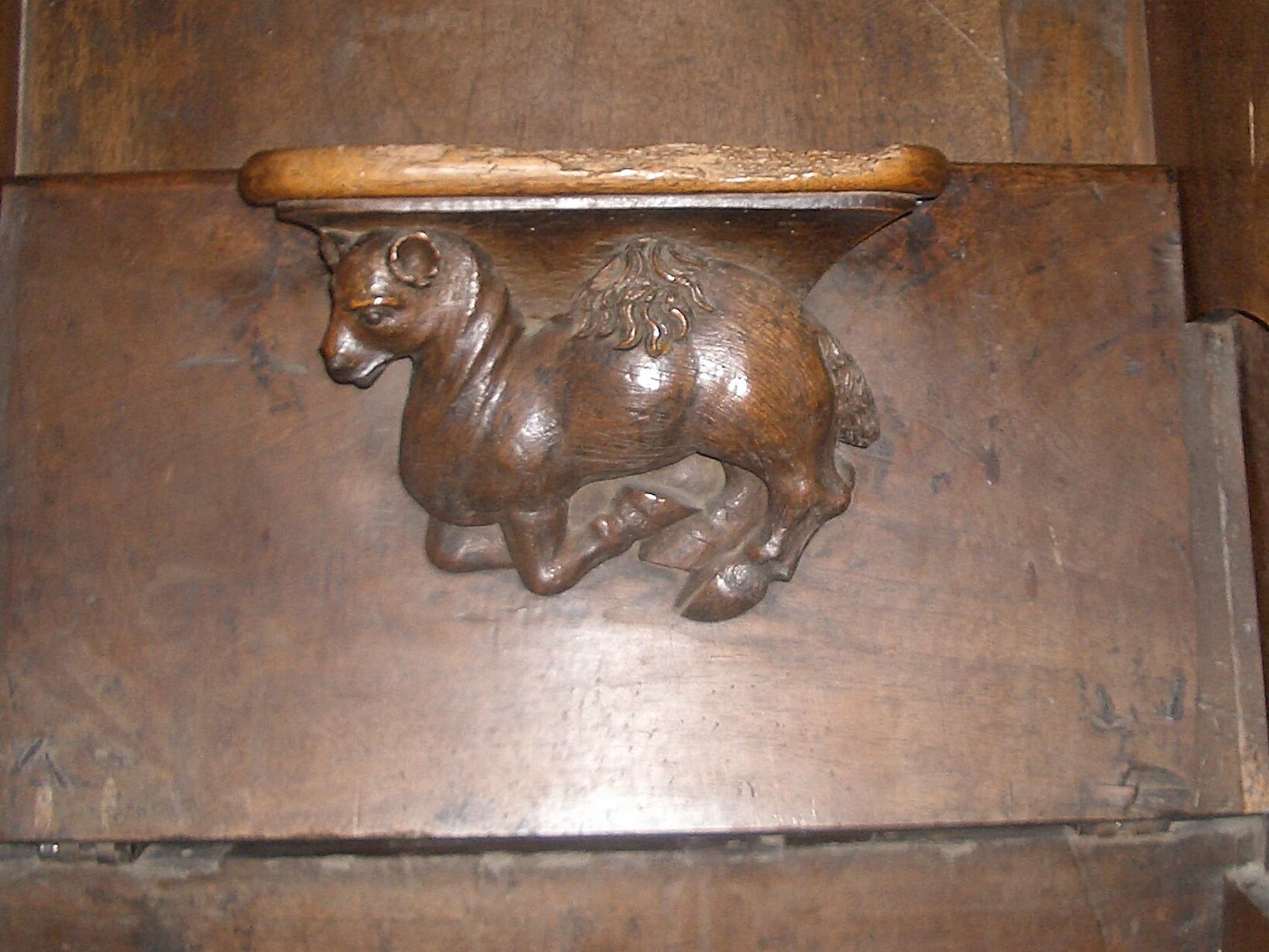
St. Orso, Aosta, Itália: um camelo?
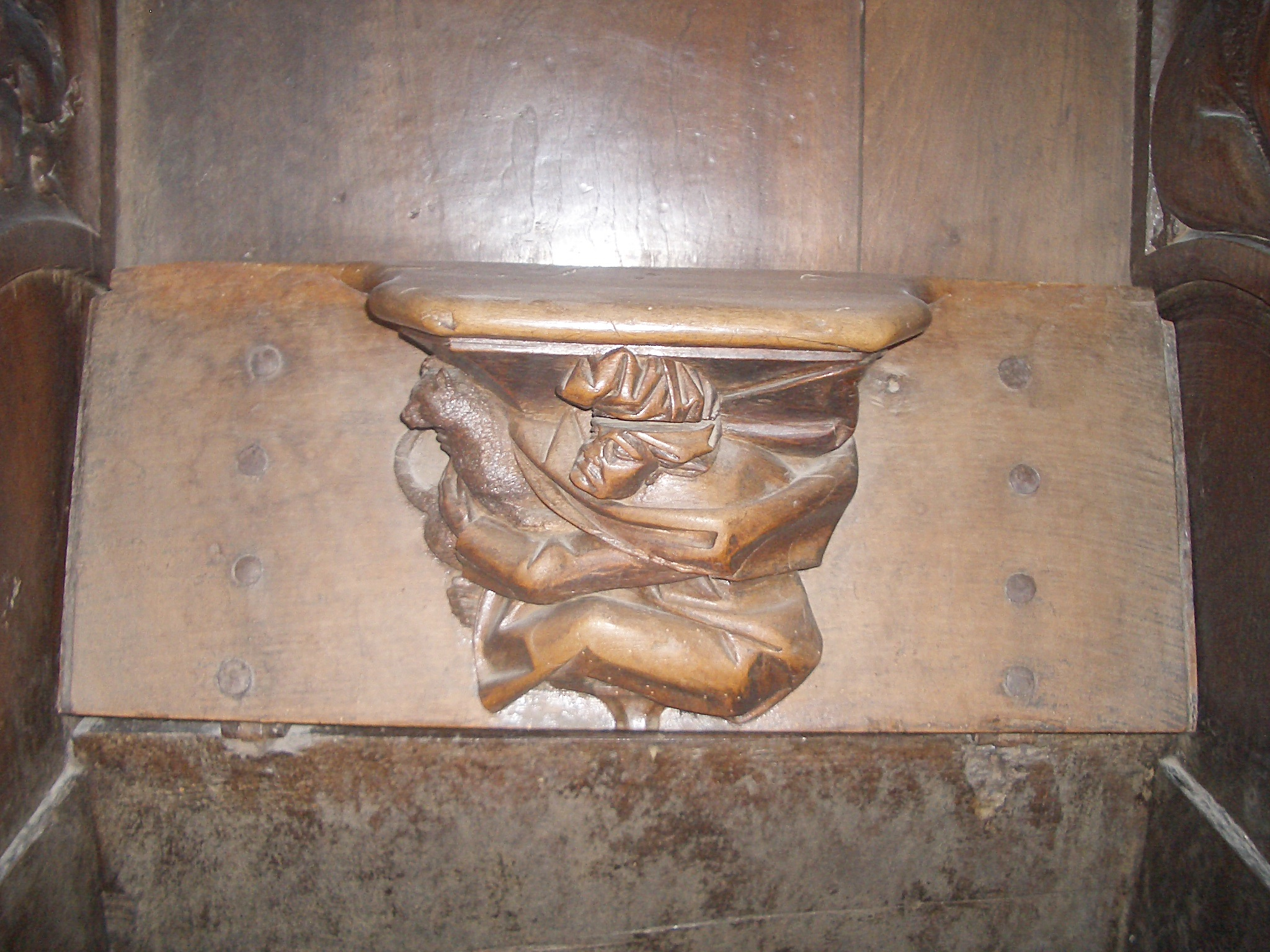
Catedral de Leão, Espanha: capturando um gato?

## Dados bibliográficos
- Remnant, G. L. (1969). Misericords in Great Britain (re-issue 1998). Oxford University Press. ISBN 0-19-817164-1

- Este artigo foi inicialmente traduzido, total ou parcialmente, do artigo da Wikipédia em inglês cujo título é «misericord», especificamente desta versão.

## Links
- A Handbook of Medieval Misericords
- Misericords of the world - Photos, descriptions and histories of thousands of misericords.